# Статуя Чарльза Джеймса Фокса
Ста́туя Ча́рльза Дже́ймса Фо́кса находится в северной части площади Блумсбери в лондонском районе Камден. Установлена в 1816 году. Автором является скульптор Ричард Уэстмакотт. Скульптурная композиция посвящена памяти политика-вига Чарльза Джеймса Фокса, умершего в 1806 году. Статуя является памятником архитектуры II степени.

## История
Чарльз Джеймс Фокс сделал политическую карьеру в сорокалетнем возрасте. Он отстаивал ряд либеральных идей, включая независимость Америки, Французскую революцию, католическую эмансипацию и отмену рабства. Сам он был распущенным мужчиной, имеющим слабость к женскому полу, азартным играм и алкоголю. Умер, по уши в долгах, в возрасте 57 лет.
Его карьера была описана как «почти непреодолимая неудача», но его щедрость ума, его знаменитое обаяние и его «гений дружбы» повергли его многочисленных друзей и поклонников в отчаяние после его смерти. Помимо оплаты его похорон, погашения его долгов и выплаты пенсии его вдове, они собрали огромную сумму в 12 450 фунтов стерлингов на его посмертный мемориал. Этой суммы было достаточно, чтобы позволить установить две статуи в Вестминстерском аббатстве и статую, расположенную на площади Блумсбери. Проект был предоставлен Джоном Расселом, 6-м герцогом Бедфордским, сыном большого друга Фокса, 5-го герцога. Скульптором был выбран Ричард Уэстмакотт. Статуя была завершена в 1814 году и установлена в 1816 году.

## Описание
Статуя сделана из бронзы и изображает Фокса в мантии римского сенатора. Он изображён сидящим, поскольку его друзья считали, что реалистичное изображение стоящей фигуры выглядело бы неэстетичным из-за полноты его фигуры. Фокс одет в тогу римского сенатора и держит копию Великой хартии вольностей, символизирующую его приверженность свободе. Статуя стоит на гранитном постаменте, на котором выгравировано полное имя Фокса и дата возведения статуи. Сам постамент возвышается на четырёхступенчатом пьедестале. Высота статуи составляет 2,74 метра (9,0 фута) в высоту, а цоколь, на котором он стоит, составляет 2,43 метра (8,0 фута).
В 1951 году статуя была внесена в список памятников архитектуры II степени. Он был переведён в список Grade II 23 августа 2008 года, в Международный день памяти ЮНЕСКО о работорговле и её отмене, хотя статуя прямо не ссылается на то, что Фокс отстаивает дело аболиционистов.